# Acacia clydonophora
Acacia clydonophora é uma espécie de leguminosa do gênero Acacia, pertencente à família Fabaceae.